# Ixodes banksi
Ixodes banksi är en fästingart som beskrevs av Bishopp 1911. Ixodes banksi ingår i släktet Ixodes och familjen hårda fästingar. Inga underarter finns listade i Catalogue of Life.